# Le Sueur
Le Sueur is een plaats (city) in de Amerikaanse staat Minnesota, die bestuurlijk gezien valt onder Le Sueur County en Sibley County.

## Demografie
Bij de volkstelling in 2000 werd het aantal inwoners vastgesteld op 3922.
In 2006 is het aantal inwoners door het United States Census Bureau geschat op 4276, eenstijging van 9 %.

## Geografie
Volgens het United States Census Bureau beslaat de plaats een oppervlakte van
12,1 km², waarvan 11,6 km² land en 0,5 km² water. Le Sueur ligt ongeveer 251 m boven zeeniveau.

## Plaatsen in de nabije omgeving
De onderstaande figuur toont nabijgelegen plaatsen in een straal van 20 km rond Le Sueur.